# 제2차 기시다 내각 (제2차 개조)
제2차 기시다 제2차 개조내각(일본어: 第2次岸田第2次改造内閣)은 중의원 의원, 자유민주당 총재 기시다 후미오가 제101대 내각총리대신으로 임명되어, 2023년 9월 13일부터 2024년 10월 1일까지 존재한 일본의 내각이다.
자유민주당과 공명당의 연립 내각이다.

## 개요
기시다는 2023년 9월 8일, 오는 13일에 개각을 단행하겠다는 방침을 복수의 여당 간부에게 전했다. 그해 인도 뉴델리에서 개최된 G20 정상회의에 참석했을 때 9월 10일 뉴델리에서 내외신 기자 회견을 갖고 “13일에 내각 개조·당 지도부 인사를 단행하겠다”고 밝혔다.
13일 개각에 즈음하여 총리대신 관저에서 열린 기자회견에서의 기시다는 이 내각을 ‘변화를 힘으로 하는 내각’(変化を力にする内閣)이라고 말했다.
니시무라 야스토시 경제산업대신이 겸직하고 있던 ‘러시아 경제 분야 협력 담당’에 대해서는 우크라이나 전쟁으로 일본이 러시아에 경제 제재를 가하고 있는 와중에 경제 제재를 담당하는 경제산업대신이 해당 직책을 겸직하는 것은 모순된다고 하여 개조 전부터 여야 양측에서 폐지론이 거론되고 있었지만 계속 유임된 니시무라가 겸직하게 됐다.
마쓰노 히로카즈 내각관방장관이 겸직하던 ‘백신 접종 추진 담당’에 대해서는 ‘담당을 풀겠다’고 발령받았고 후임자가 나오지 않아 폐지됐다.
여성의 경우 역대 최다인 5인 각료로 기용된 반면 부대신, 대신정무관은 내각 제도 출범 이후 처음으로 여성은 없었다. 이는 전후 태생만으로 조각된 첫 내각이 됐다.
개각을 단행한 지 석 달 후인 2023년 12월, 자유민주당 내 파벌의 정치자금 논란이 불거지면서 같은 달인 14일에 특히 가장 논란이 큰 세이와 정책연구회(아베파) 소속 국무대신 4명, 부대신 5명, 대신 정무관 1명 등이 일제히 교체(사실상 경질)되는 등 큰 영향을 받고 있다.

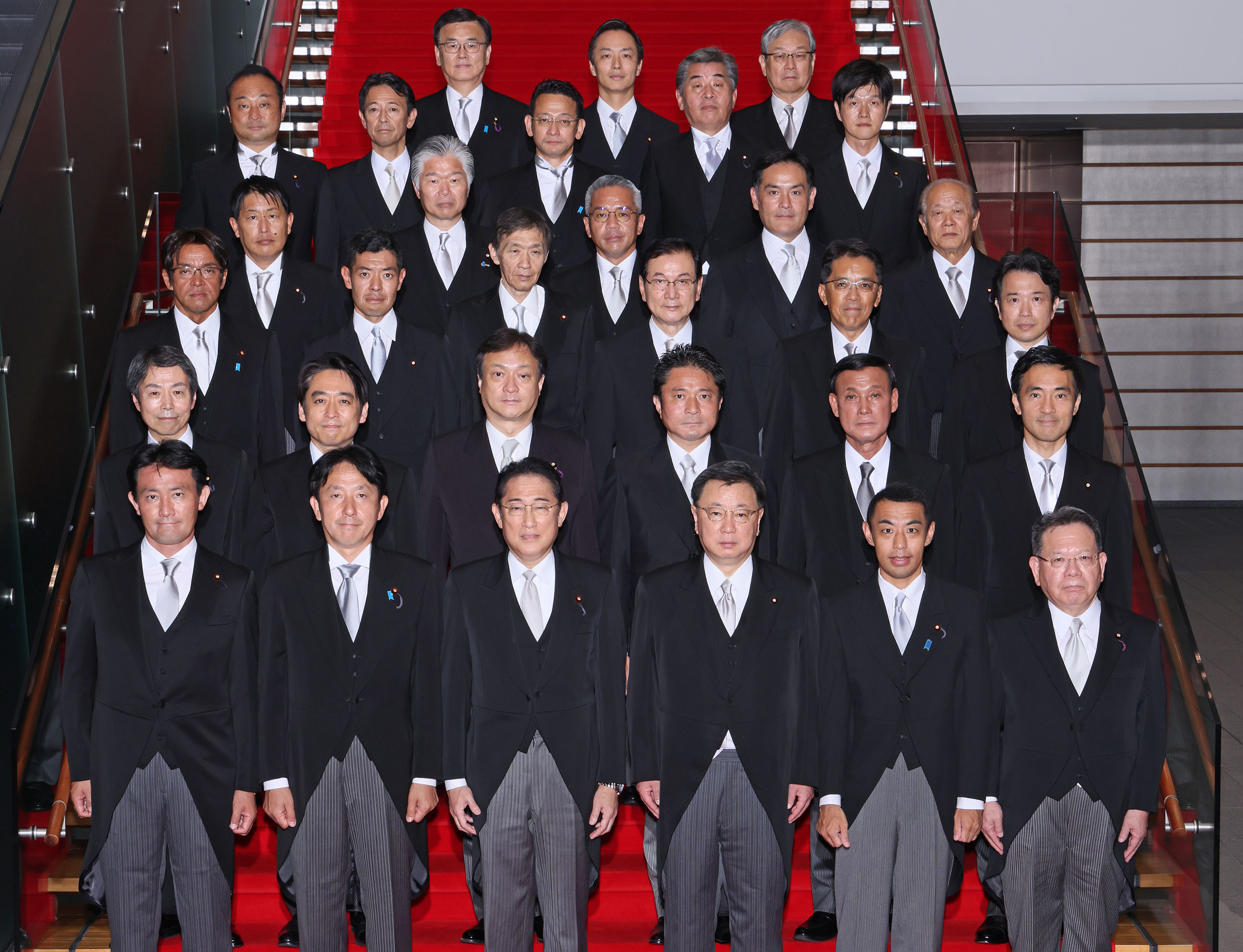
부대신 임명 후에 가진 기념 촬영 (2023년 9월 15일)
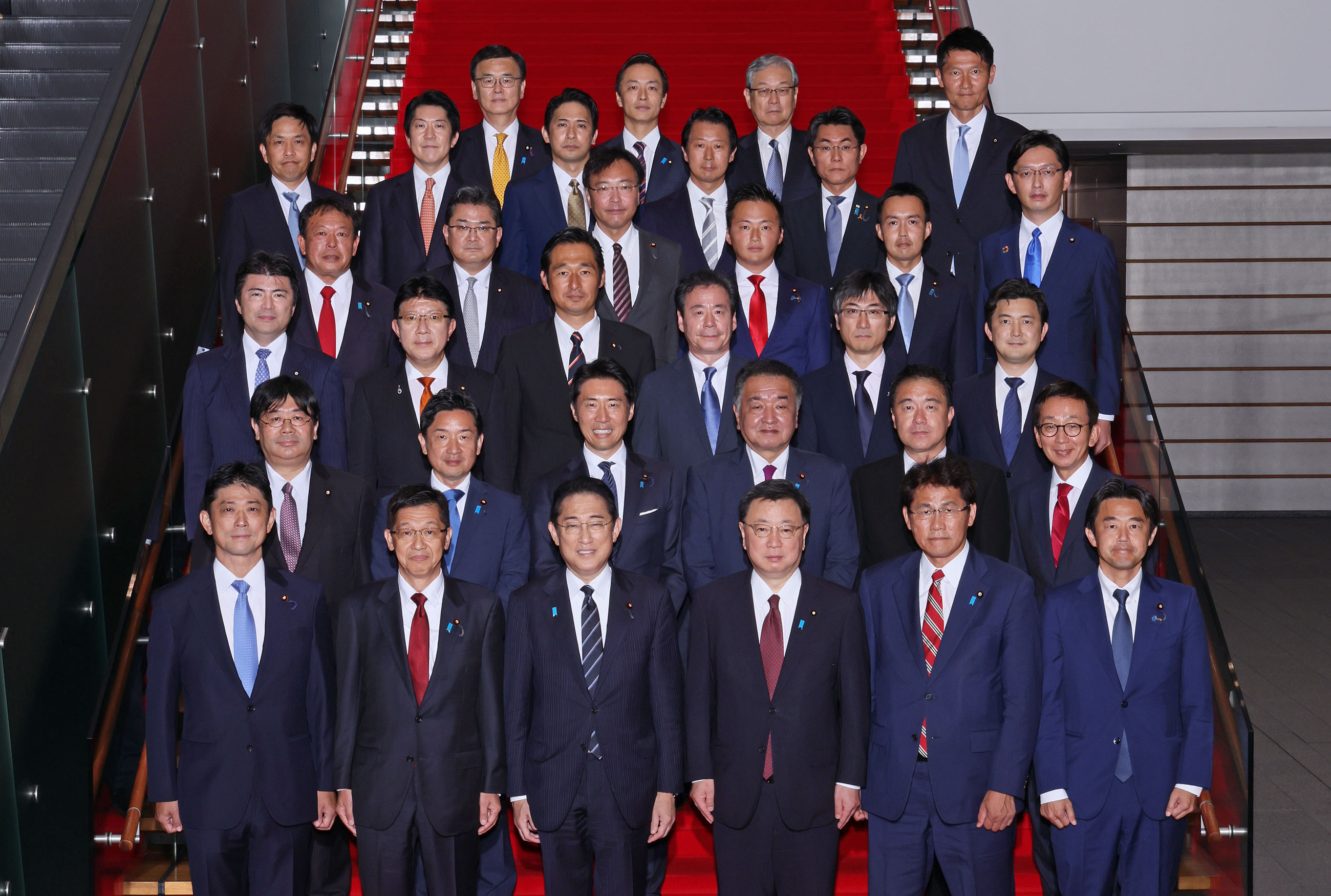
대신 정무관 임명 후에 가진 기념 촬영 (2023년 9월 15일)

## 국무대신
- 2023년 9월 13일 임명.

소속 정당·출신:
     자유민주당(기시다파)      자유민주당(모테기파)      자유민주당(아소파)      자유민주당(아베파)      자유민주당(니카이파)
     자유민주당(모리야마파)      자유민주당(다니가키G)      자유민주당(이시바G)      자유민주당(무파벌)      공명당      중앙 성청·민간
| 직책 | 성명              | 성명 | 소속                                  | 특명 담당 사항 | 비고                          |
| --- | ----------------- | ---- | ------------------------------------- | --- | ----------------------------- |
| 내각총리대신 | 기시다 후미오     |      | 중의원 자유민주당 (기시다파→무파벌)   | | 자유민주당 총재 유임          |
| 총무대신 | 스즈키 준지       |      | 중의원 자유민주당 (아베파)            | | 첫 입각 2023년 12월 14일 면직 |
| 총무대신 | 마쓰모토 다케아키 |      | 중의원 자유민주당 (아소파)            | | 재입각 2023년 12월 14일 임명  |
| 법무대신 | 고이즈미 류지     |      | 중의원 자유민주당 (니카이파→무파벌)   | | 첫 입각                       |
| 외무대신 | 가미카와 요코     |      | 중의원 자유민주당 (기시다파→무파벌)   | | 재입각                        |
| 재무대신 내각부 특명담당대신 (금융 담당)                                                                                   | 스즈키 슌이치     |      | 중의원 자유민주당 (아소파)            | 디플레이션 탈출 담당 내각총리대신 임시 대리 취임 순위 제3위                                                                                 | 유임                          |
| 문부과학대신 | 모리야마 마사히토 |      | 중의원 자유민주당 (기시다파→무파벌)   | 국립국회도서관 연락조정위원회 위원 | 첫 입각                       |
| 후생노동대신 | 다케미 게이조     |      | 참의원 자유민주당 (아소파)            | | 첫 입각                       |
| 농림수산대신 | 미야시타 이치로   |      | 중의원 자유민주당 (아베파)            | | 첫 입각 2023년 12월 14일 면직 |
| 농림수산대신 | 사카모토 데쓰시   |      | 중의원 자유민주당 (모리야마파→무파벌) | | 재입각 2023년 12월 14일 임명  |
| 경제산업대신 내각부 특명담당대신 (원자력 손해 배상·폐로 등 지원기구 담당)                                                  | 니시무라 야스토시 |      | 중의원 자유민주당 (아베파)            | 원자력 경제 피해 담당 GX실행추진담당 산업 경쟁력 담당 러시아 경제 분야 협력 담당                                                            | 유임 2023년 12월 14일 면직    |
| 경제산업대신 내각부 특명담당대신 (원자력 손해 배상·폐로 등 지원기구 담당)                                                  | 사이토 겐         |      | 중의원 자유민주당 (무파벌)            | 원자력 경제 피해 담당 GX실행추진담당 산업 경쟁력 담당 러시아 경제 분야 협력 담당                                                            | 재입각 2023년 12월 14일 임명  |
| 국토교통대신 | 사이토 데쓰오     |      | 중의원 공명당                         | 물 순환 정책 담당 국제 원예 박람회 담당 | 공명당 부대표 유임            |
| 환경대신 내각부 특명담당대신 (원자력 방재 담당)                                                                            | 이토 신타로       |      | 중의원 자유민주당 (아소파)            | | 첫 입각                       |
| 방위대신 | 기하라 미노루     |      | 중의원 자유민주당 (모테기파)          | | 첫 입각                       |
| 내각관방장관 | 마쓰노 히로카즈   |      | 중의원 자유민주당 (아베파)            | 오키나와 기지 부담 경감 담당 납치 문제 담당                                                                                                 | 유임 2023년 12월 14일 면직    |
| 내각관방장관 | 하야시 요시마사   |      | 중의원 자유민주당 (기시다파→무파벌)   | 오키나와 기지 부담 경감 담당 납치 문제 담당 내각총리대신 임시 대리 취임 순위 제1위                                                          | 재입각 2023년 12월 14일 임명  |
| 디지털대신 내각부 특명담당대신 (규제 개혁 담당)                                                                            | 고노 다로         |      | 중의원 자유민주당 (아소파)            | 디지털 행재정 개혁 담당 디지털 전원 도시 국가 구상 담당 (행정 쇄신 담당) 국가 공무원 제도 담당 내각총리대신 임시 대리 취임 순위 제4위       | 유임                          |
| 부흥대신 | 쓰치야 시나코     |      | 중의원 자유민주당 (무파벌)            | 후쿠시마 원전 사고 재생 총괄 담당 | 첫 입각                       |
| 국가공안위원회 위원장 내각부 특명담당대신 (방재 담당) (해양 정책 담당)                                                     | 마쓰무라 요시후미 |      | 참의원 자유민주당 (모테기파)          | 국토 강인화 담당 영토 문제 담당 | 첫 입각                       |
| 내각부 특명담당대신 (어린이 정책) (저출산 대책 담당) (약자 활약 담당) (남녀 공동 참가 담당) (고독·고립 대책 담당)          | 가토 아유코       |      | 중의원 자유민주당 (다니가키G→무파벌)  | 여성 활약 담당 공생 사회 담당 고독·고립 대책 담당(2024년 4월 1일까지)                                                                       | 첫 입각                       |
| 내각부 특명담당대신 (경제 재정 정책 담당)                                                                                  | 신도 요시타카     |      | 중의원 자유민주당 (모테기파)          | 경제 재생 담당 새로운 자본주의 담당 스타트업 담당 감염병 위기 관리 담당 전세대형 사회 보장 개혁 담당 내각총리대신 임시 대리 취임 순위 제5위 | 재입각                        |
| 내각부 특명담당대신 (쿨 재팬 전략 담당) (지적 재산 전략 담당) (과학 기술 정책 담당) (우주 정책 담당) (경제 안전 보장 담당) | 다카이치 사나에   |      | 중의원 자유민주당 (무파벌)            | 경제 안전 보장 담당 내각총리대신 임시 대리 취임 순위 제2위                                                                                  | 유임                          |
| 내각부 특명담당대신 (오키나와 및 북방 대책 담당) (소비자 및 식품 안전 담당) (지방 창생 담당) (아이누 시책 담당)            | 지미 하나코       |      | 참의원 자유민주당 (니카이파)          | 국제 박람회 담당 | 첫 입각                       |

## 내각관방부장관·내각법제국장관
- 2023년 9월 13일 임명.

| 직책            | 성명            | 성명 | 소속                                 | 비고                      |
| --------------- | --------------- | ---- | ------------------------------------ | ------------------------- |
| 내각관방부장관  | 무라이 히데키   |      | 중의원 / 자유민주당(기시다파→무파벌) |                           |
| 내각관방부장관  | 모리야 히로시   |      | 참의원 / 자유민주당(기시다파→무파벌) |                           |
| 내각관방부장관  | 구류 슌이치     |      | 사무 담당 / 경찰청                   | 유임                      |
| 내각법제국 장관 | 곤도 마사하루   |      | 전 내각법제차장 / 경제산업성         | 유임 2024년 8월 27일 퇴임 |
| 내각법제국 장관 | 이와오 노부유키 |      | 전 내각법제차장 / 검찰청             | 2024년 8월 27일 임명      |

## 내각총리대신 보좌관
- 2023년 9월 13일 임명.

| 직책 | 성명              | 성명 | 소속                                  | 비고                      |
| --- | ----------------- | ---- | ------------------------------------- | ------------------------- |
| 내각총리대신 보좌관 (국가 안전 보장에 관한 중요 정책 및 핵군축 및 비확산문제 담당)                            | 이시하라 히로타카 |      | 중의원 / 자유민주당(기시다파→무파벌)  | 2023년 9월 13일 임명      |
| 내각총리대신 보좌관 (농어촌지역 활성화 담당)                                                                  | 오자토 야스히로   |      | 중의원 / 자유민주당(다니가키G→무파벌) | 2023년 9월 13일 임명      |
| 내각총리대신 보좌관 (여성 활약 및 고령자·소비자 대책 담당)                                                    | 우에노 미치코     |      | 참의원 / 자유민주당(아베파)           | 2023년 12월 14일 면직     |
| 내각총리대신 보좌관 (국토강인화 및 부흥 등의 사회 자본 정비 및 과학 기술 이노베이션 정책 그 외 특명사항 담당) | 모리 마사후미     |      | 민간                                  | 유임(2022년 1월 1일 임명) |
| 내각총리대신 보좌관 (임금·고용 담당)                                                                          | 야타 와카코       |      | 민간(전 참의원 의원 / 국민민주당)     |                           |

## 부대신
- 2023년 9월 15일 임명.

| 직책            | 성명              | 소속                                   | 비고                                         |
| --------------- | ----------------- | -------------------------------------- | -------------------------------------------- |
| 디지털 부대신   | 이시카와 아키마사 | 중의원 / 자유민주당(무파벌)            | 내각부 부대신 겸임                           |
| 부흥 부대신     | 다카기 히로히사   | 중의원 / 자유민주당(니카이파)          |                                              |
| 부흥 부대신     | 히라키 다이사쿠   | 참의원 / 공명당                        |                                              |
| 부흥 부대신     | 도코 시게루       | 참의원 / 자유민주당(모테기파)          | 국토교통, 내각부 부대신 겸임                 |
| 내각부 부대신   | 이시카와 아키마사 | 중의원 / 자유민주당(무파벌)            | 디지털 부대신 겸임                           |
| 내각부 부대신   | 이바야시 다쓰노리 | 중의원 / 자유민주당(아소파·다니가키G)  |                                              |
| 내각부 부대신   | 구도 쇼조         | 중의원 / 자유민주당(아소파)            |                                              |
| 내각부 부대신   | 호리이 마나부     | 중의원 / 자유민주당(아베파)            | 2023년 12월 14일 면직                        |
| 내각부 부대신   | 고가 아쓰시       | 중의원 / 자유민주당(기시다파→무파벌)   | 2023년 12월 14일 임명                        |
| 내각부 부대신   | 이와타 가즈치카   | 중의원 / 자유민주당(기시다파→무파벌)   | 경제산업 부대신 겸임                         |
| 내각부 부대신   | 사카이 야스유키   | 참의원 / 자유민주당(아베파)            | 경제산업 부대신 겸임 / 2023년 12월 14일 면직 |
| 내각부 부대신   | 고즈키 료스케     | 참의원 / 자유민주당(모테기파)          | 경제산업 부대신 겸임／2023년 12월 14일 임명  |
| 내각부 부대신   | 도코 시게루       | 참의원 / 자유민주당(모테기파)          | 국토교통, 부흥 부대신 겸임                   |
| 내각부 부대신   | 다키사와 모토메   | 참의원 / 자유민주당(아소파)            | 환경 부대신 겸임                             |
| 내각부 부대신   | 미야자와 히로유키 | 중의원 / 자유민주당(아베파)            | 방위 부대신 겸임 / 2023년 12월 14일 면직     |
| 내각부 부대신   | 오니키 마코토     | 중의원 / 자유민주당(모리야마파→무파벌) | 방위 부대신 겸임 / 2023년 12월 14일 임명     |
| 총무 부대신     | 와타나베 고이치   | 중의원 / 자유민주당(기시다파→무파벌)   |                                              |
| 총무 부대신     | 바바 세이시       | 참의원 / 자유민주당(기시다파→무파벌)   |                                              |
| 법무 부대신     | 가키자와 미토     | 중의원 / 자유민주당(다니가키G)         | 2023년 10월 31일 면직                        |
| 법무 부대신     | 가도야마 히로아키 | 중의원 / 자유민주당(이시바G)           | 2023년 10월 31일 임명                        |
| 외무 부대신     | 쓰지 기요토       | 중의원 / 자유민주당(기시다파→무파벌)   |                                              |
| 외무 부대신     | 호리이 이와오     | 참의원 / 자유민주당(아베파)            | 2023년 12월 14일 면직                        |
| 외무 부대신     | 쓰게 요시후미     | 참의원 / 자유민주당(무파벌)            | 2023년 12월 14일 임명                        |
| 재무 부대신     | 간다 겐지         | 중의원 / 자유민주당(아베파)            | 2023년 11월 13일 면직                        |
| 재무 부대신     | 아카자와 료세이   | 중의원 / 자유민주당(이시바G)           | 2023년 11월 13일 임명                        |
| 재무 부대신     | 야쿠라 가쓰오     | 참의원 / 공명당                        |                                              |
| 문부과학 부대신 | 아오야마 슈헤이   | 중의원 / 자유민주당(아베파)            | 2023년 12월 14일 면직                        |
| 문부과학 부대신 | 아베 도시코       | 중의원 / 자유민주당(무파벌)            | 2023년 12월 14일 임명                        |
| 문부과학 부대신 | 이마에다 소이치로 | 중의원 / 자유민주당(아소파)            |                                              |
| 후생노동 부대신 | 하마치 마사카즈   | 중의원 / 공명당                        |                                              |
| 후생노동 부대신 | 미야자키 마사히사 | 중의원 / 자유민주당(모테기파)          |                                              |
| 농림수산 부대신 | 스즈키 노리카즈   | 중의원 / 자유민주당(모테기파)          |                                              |
| 농림수산 부대신 | 다케무라 노부히데 | 중의원 / 자유민주당(무파벌)            |                                              |
| 경제산업 부대신 | 이와타 가즈치카   | 중의원 / 자유민주당(기시다파→무파벌)   | 내각부 부대신 겸임                           |
| 경제산업 부대신 | 사카이 야스유키   | 참의원 / 자유민주당(아베파)            | 내각부 부대신 겸임 / 2023년 12월 14일 면직   |
| 경제산업 부대신 | 고즈키 료스케     | 참의원 / 자유민주당(모테기파)          | 내각부 부대신 겸임／2023년 12월 14일 임명    |
| 국토교통 부대신 | 고쿠바 고노스케   | 중의원 / 자유민주당(기시다파→무파벌)   |                                              |
| 국토교통 부대신 | 도코 시게루       | 참의원 / 자유민주당(모테기파)          | 부흥, 내각부 부대신 겸임                     |
| 환경 부대신     | 야기 데쓰야       | 중의원 / 자유민주당(이시바G)           |                                              |
| 환경 부대신     | 다키사와 모토메   | 참의원 / 자유민주당(아소파)            | 내각부 부대신 겸임                           |
| 방위 부대신     | 미야자와 히로유키 | 중의원 / 자유민주당(아베파)            | 내각부 부대신 겸임 / 2023년 12월 14일 면직   |
| 방위 부대신     | 오니키 마코토     | 중의원 / 자유민주당(모리야마파→무파벌) | 내각부 부대신 겸임 / 2023년 12월 14일 임명   |

## 대신 정무관
- 2023년 9월 15일 임명.

| 직책                | 성명              | 소속                                 | 비고                                                    |
| ------------------- | ----------------- | ------------------------------------ | ------------------------------------------------------- |
| 디지털대신 정무관   | 쓰치다 신         | 중의원 / 자유민주당(아소파)          | 내각부대신 정무관 겸임                                  |
| 부흥대신 정무관     | 히라누마 쇼지로   | 중의원 / 자유민주당(니카이파)        | 내각부대신 정무관 겸임                                  |
| 부흥대신 정무관     | 야마다 다로       | 참의원 / 자유민주당(무파벌)          | 문부과학대신 정무관 겸임 / 2023년 10월 26일 면직        |
| 부흥대신 정무관     | 혼다 아키코       | 참의원 / 자유민주당(무파벌)          | 문부과학대신 정무관 겸임 / 2023년 10월 26일 임명        |
| 부흥대신 정무관     | 이시이 다쿠       | 중의원 / 자유민주당(아베파→무파벌)   | 경제산업, 내각부대신 정무관 겸임                        |
| 부흥대신 정무관     | 가토 류쇼         | 중의원 / 자유민주당(아베파)          | 국토교통, 내각부대신 정무관 겸임 / 2024년 1월 31일 면직 |
| 부흥대신 정무관     | 오자키 마사나오   | 중의원 / 자유민주당(니카이파)        | 국토교통, 내각부대신 정무관 겸임 / 2024년 1월 31일 임명 |
| 내각부대신 정무관   | 쓰치다 신         | 중의원 / 자유민주당(아소파)          | 디지털대신 정무관 겸임                                  |
| 내각부대신 정무관   | 간다 준이치       | 중의원 / 자유민주당(기시다파)        |                                                         |
| 내각부대신 정무관   | 고가 유이치로     | 참의원 / 자유민주당(기시다파)        |                                                         |
| 내각부대신 정무관   | 히라누마 쇼지로   | 중의원 / 자유민주당(니카이파)        | 부흥대신 정무관 겸임                                    |
| 내각부대신 정무관   | 요시다 노부히로   | 중의원 / 공명당                      | 경제산업대신 정무관 겸임                                |
| 내각부대신 정무관   | 이시이 다쿠       | 중의원 / 자유민주당(아베파→무파벌)   | 경제산업, 부흥대신 정무관 겸임                          |
| 내각부대신 정무관   | 가토 류쇼         | 중의원 / 자유민주당(아베파)          | 국토교통, 부흥대신 정무관 겸임 / 2024년 1월 31일 면직   |
| 내각부대신 정무관   | 오자키 마사나오   | 중의원 / 자유민주당(니카이파)        | 국토교통, 부흥대신 정무관 겸임 / 2024년 1월 31일 임명   |
| 내각부대신 정무관   | 구니사다 이사토   | 중의원 / 자유민주당(니카이파)        | 환경대신 정무관 겸임                                    |
| 내각부대신 정무관   | 미야케 신고       | 참의원 / 자유민주당(무파벌)          | 방위대신 정무관 겸임                                    |
| 총무대신 정무관     | 고모리 다쿠오     | 중의원 / 자유민주당(아베파)          | 2024년 1월 31일 면직                                    |
| 총무대신 정무관     | 니시다 쇼지       | 중의원 / 자유민주당(무파벌)          | 2024년 1월 31일 임명                                    |
| 총무대신 정무관     | 하세가와 준지     | 중의원 / 자유민주당(무파벌)          | 중의원 / 자유민주당(무파벌)                             |
| 총무대신 정무관     | 후나하시 도시미쓰 | 참의원 / 자유민주당(아소파)          |                                                         |
| 법무대신 정무관     | 나카노 히데유키   | 중의원 / 자유민주당(니카이파→무파벌) |                                                         |
| 외무대신 정무관     | 고무라 마사히로   | 중의원 / 자유민주당(아소파)          |                                                         |
| 외무대신 정무관     | 후카자와 요이치   | 중의원 / 자유민주당(기시다파→무파벌) |                                                         |
| 외무대신 정무관     | 호사카 야스시     | 중의원 / 자유민주당(무파벌)          |                                                         |
| 재무대신 정무관     | 세토 다카카즈     | 중의원 / 자유민주당(아소파)          |                                                         |
| 재무대신 정무관     | 사토 게이         | 참의원 / 자유민주당(아베파)          | 2023년 12월 14일 면직                                   |
| 재무대신 정무관     | 신도 가네히코     | 참의원 / 자유민주당(니카이파)        | 2023년 12월 14일 임명                                   |
| 문부과학대신 정무관 | 야스에 노부오     | 참의원 / 공명당                      |                                                         |
| 문부과학대신 정무관 | 야마다 다로       | 참의원 / 자유민주당(무파벌)          | 부흥대신 정무관 겸임 / 2023년 10월 26일 면직            |
| 문부과학대신 정무관 | 혼다 아키코       | 참의원 / 자유민주당(무파벌)          | 부흥대신 정무관 겸임 / 2023년 10월 26일 임명            |
| 후생노동대신 정무관 | 시오자키 아키히사 | 중의원 / 자유민주당(아베파)          |                                                         |
| 후생노동대신 정무관 | 미우라 야스시     | 참의원 / 자유민주당(모테기파)        |                                                         |
| 농림수산대신 정무관 | 다카하시 미쓰오   | 참의원 / 공명당                      |                                                         |
| 농림수산대신 정무관 | 마이타치 쇼지     | 참의원 / 자유민주당(이시바G)         |                                                         |
| 경제산업대신 정무관 | 요시다 노부히로   | 중의원 / 공명당                      | 내각부대신 정무관 겸임                                  |
| 경제산업대신 정무관 | 이시이 다쿠       | 중의원 / 자유민주당(아베파→무파벌)   | 부흥, 내각부대신 정무관 겸임                            |
| 국토교통대신 정무관 | 이시바시 린타로   | 중의원 / 자유민주당(기시다파→무파벌) |                                                         |
| 국토교통대신 정무관 | 고야리 다카시     | 참의원 / 자유민주당(기시다파→무파벌) |                                                         |
| 국토교통대신 정무관 | 가토 류쇼         | 중의원 / 자유민주당(아베파)          | 부흥, 내각부대신 정무관 겸임 / 2024년 1월 31일 면직     |
| 국토교통대신 정무관 | 오자키 마사나오   | 중의원 / 자유민주당(니카이파)        | 부흥, 내각부대신 정무관 겸임 / 2024년 1월 31일 임명     |
| 환경대신 정무관     | 아사히 겐타로     | 참의원 / 자유민주당(무파벌)          |                                                         |
| 환경대신 정무관     | 구니사다 이사토   | 중의원 / 자유민주당(니카이파)        | 내각부대신 정무관 겸임                                  |
| 방위대신 정무관     | 마쓰모토 히사시   | 중의원 / 자유민주당(아베파→무파벌)   |                                                         |
| 방위대신 정무관     | 미야케 신고       | 참의원 / 자유민주당(무파벌)          | 내각부대신 정무관 겸임                                  |

## 세력 조견표
| 명칭       | 세력 | 국무대신     | 부대신       | 정무관          | 보좌관 | 기타                                                                                 |
| ---------- | ---- | ------------ | ------------ | --------------- | ------ | ------------------------------------------------------------------------------------ |
| 아베파     | 99   | 4→0          | 6→5→0        | 6→5→3→0         | 1→0    |                                                                                      |
| 아소파     | 55   | 4→5          | 4            | 4               | 0      | 부총재                                                                               |
| 모테기파   | 55   | 3            | 3→4          | 1               | 0      | 간사장, 참의원 의원회장, 중의원 의장, 참의원 의장                                    |
| 무파벌     | 54   | 2→3→4→8→9→10 | 2→4→10→11→14 | 6→7→11→12→15→16 | 0→1→2  | 자유민주당 총재, 총무회장, 정무조사회장, 선거대책위원장, 간사장 대행, 국회대책위원장 |
| 기시다파   | 46   | 3→4→0        | 5→6→0        | 4→0             | 1→0    |                                                                                      |
| 니카이파   | 42   | 2→1          | 1            | 3→4→3→4         | 0      |                                                                                      |
| 다니가키G  | 9    | 1→0          | 1→0          | 0               | 1→0    |                                                                                      |
| 이시바G    | 8    | 0            | 1→2→3→0      | 1→0             | 0      |                                                                                      |
| 모리야마파 | 8    | 0→1→0        | 0→1→0        | 0               | 0      |                                                                                      |
| 공명당     | 59   | 1            | 3            | 3               | 0      |                                                                                      |
| 민간       | /    | 0            | 0            | 0               | 2      |                                                                                      |
| 계         | /    | 20           | 26           | 28              | 5→4    | /                                                                                    |

※굵은 글씨는 자민당 5역
※관례에 따라 파벌에서 이탈 중인 중의원 의장 누카가 후쿠시로(모테기파)와 참의원 의장 오쓰지 히데히사(모테기파), 당 간부를 파벌 소속 의원에 포함한다.
※관례에 따라 파벌에서 이탈 중이었던 내각총리대신 기시다 후미오(기시다파, 2023년 12월부터 일시 이탈)는 2024년 1월 23일에 기시다파가 해산했기 때문에 무파벌에 포함한다.
※니카이파 회원에 무소속 미타조노 사토시를 포함한다.
※다니가키 그룹 및 이시바 그룹은 타 파벌과의 겸임 소속 의원을 제외한다.
※세력은 내각 발족 시점.
※당 간부의 소속 파벌에 대해서는 2024년 1월 26일 기준.

### 주해
1. ↑  2023년 12월부터 이탈했다.
2. ↑  2024년 4월 1일 이후
3. ↑  2024년 2월 1일부로 해산.
4. ↑  2024년 1월 23일부로 해산.
5. ↑  2024년 1월 26일부로 해산.
6. ↑  2024년 2월 7일부로 해산.
7. ↑  2024년 1월 25일부로 해산.

### 출전
1. ↑  “内閣改造は13日、岸田首相が複数の与党幹部に伝える…党役員人事も”. 《요미우리 신문 ONLINE》. 요미우리 신문사. 2023년 9월 8일. 2023년 9월 9일에 확인함.
2. ↑  “岸田文雄首相の内外記者会見の要旨”. 《日経電子版》. 니혼케이자이 신문사. 2023년 9월 11일. 2023년 9월 15일에 확인함.
3. ↑  “岸田内閣総理大臣記者会見” (HTML) (보도 자료) (일본어). 총리대신 관저 홈페이지. 2023년 9월 13일. 2023년 9월 15일에 확인함.
4. ↑  “「変化を力にする内閣」岸田首相が記者会見”. 《산케이 뉴스》. 산케이 디지털. 2023년 9월 13일. 2023년 9월 15일에 확인함.
5. ↑  “ロシア経済協力相は引き続き西村氏”. 《산케이 뉴스》. 산케이 디지털. 2023년 9월 13일. 2023년 9월 17일에 확인함.
6. ↑  “官報 令和5年9月13日 特別号外第62号 1面 人事異動 内閣”. 일본 국립인쇄국. 2023년 9월 13일. 2023년 10월 12일에 원본 문서에서 보존된 문서. 2023년 9월 17일에 확인함.
7. 1 2  “首相、岸田派を離脱 裏金疑惑、信頼回復へ派閥と距離―対応後手、批判強く”. 《지지 통신》. 2023년 12월 7일. 2023년 12월 7일에 원본 문서에서 보존된 문서. 2023년 12월 10일에 확인함.
8. 1 2  “自民党二階派の小泉法相 派閥を離脱”. 《NHK》. 2023년 12월 20일. 2023년 12월 20일에 확인함.